# Molgula ridgwayi
Molgula ridgwayi är en sjöpungsart som först beskrevs av William Abbott Herdman 1906.  Molgula ridgwayi ingår i släktet Molgula och familjen kulsjöpungar. Inga underarter finns listade i Catalogue of Life.